# Światowy Dzień Modlitw o Powołania
Światowy Dzień Modlitw o Powołania – święto obchodzone corocznie w Kościele katolickim w IV Niedzielę Wielkanocną, zwaną Niedzielą Dobrego Pasterza, ustanowione przez papieża Pawła VI 23 stycznia 1964 roku.

## Historia
Ustanowienie święta w okresie wielkanocnym było odpowiedzią papieża na pogłębiający się wówczas kryzys w Kościele, którego jednym z przejawów był spadek powołań, zarówno wśród mężczyzn, jak i kobiet. Zmalała drastycznie liczba księży, zakonników i zakonnic, obserwowano liczne w owym czasie wystąpienia i porzucenia stanu duchownego. Początkowo święto obchodzono w II Niedzielę Wielkanocną, ale po posoborowej reformie kalendarza liturgicznego, jest to IV Niedziela Wielkanocna.

## Obchody
Pierwsze obchody odbyły się 12 kwietnia 1964 roku.
Celem obchodów jest przeznaczenie tego dnia na modlitwę o powołania do stanu kapłańskiego, życia zakonnego czy konsekrowanego.
Z tej okazji każdego roku papież wygłasza orędzie do wszystkich wiernych Kościoła.
W przesłaniu na Dzień Modlitw o Powołania w 2012 papież stwierdził, że miłość do Boga i miłość do człowieka stanowią „jakościowy znak powołania” i przypomina że „zadaniem duszpasterstwa powołań jest dawanie osobom powołanym punktów orientacji na drogach życia”.

## Obchody w Polsce
W polskim Kościele Światowy Dzień Modlitw rozpoczyna Tydzień Modlitw o Powołania, również: Tydzień Modlitw o Powołania do Kapłaństwa i Życia Konsekrowanego, Tydzień Modlitw o Powołania Kapłańskie i Zakonne lub Tydzień modlitw o powołania do służby Bożej.
W 2012 roku 49. Tydzień rozpoczął się 29 kwietnia, a skończy 5 maja i obchodzony jest pod hasłem „Powołania darem miłości Boga”, a towarzyszą mu słowa papieskiego orędzia „Powołania darem miłości”.
Kościół chce w ten sposób przypomnieć wiernym, aby również przez cały rok troszczyli się o powołania kapłańskie, zakonne, misyjne i do życia konsekrowanego. Szczególnym dniem modlitwy o powołania w ciągu roku są także pierwsze czwartki miesiąca.